# ان‌جی‌سی۱۴۲۷
ان‌جی‌سی۱۴۲۷ (انگلیسی: NGC 1427) یک کهکشان بیضوی با درخشندگی کم است که تقریباً ۷۱ میلیون سال نوری از زمین فاصله دارد. این کهکشان توسط جان فردریک ویلیام هرشل در ۲۸ نوامبر ۱۸۳۷ کشف شد. ان‌جی‌سی۱۴۲۷ در خوشه کوره قرار گرفته‌است.

## ویژگی‌ها
ان‌جی‌سی۱۴۲۷ یک کهکشان E5 است (بیضوی نه چندان مدور) که قطر آن ۷۰۰۰۰ سال نوری است. ۵۱۰ خوشه کروی در اطراف این کهکشان وجود دارد.
ان‌جی‌سی۱۴۲۷ در طول ۸ میلیارد سال گذشته درگیر یک رویداد ادغام بوده‌است.
کهکشان ماهواره‌ای که اکنون مصرف شده که ۱٫۵+۱٫۶ سهم داشته با جرم خورشیدی
۱٫۵+۱٫۶
−۰٫۷×۱۰۱۰ M☉ ان‌جی‌سی ۱۳۸۰، حدود یک چهارم جرم فعلی آن است.